# Бриенца, Франко
Франко Бриенца (итал. Franco Brienza) родился 19 марта 1979 года, Канту, Италия) — итальянский футболист, атакующий полузащитник. Большую часть матчей провел в составе «Палермо». В 2005 году представлял национальную сборную Италии в товарищеских играх. Завершил профессиональную карьеру в 2019 году. С 2022 года является играющим тренером в клубе «Искья» из Серии D.

## Клубная карьера

### Ранние годы
Франко Бриенца родился в Канту, но вырос в Искья, где и сделал первые футбольные шаги в местом клубе «Кампаньяно». В 15 лет переехал во Флоренцию, где стал игроком «Изолотто». В 1995 году присоединился к «Имолезе 1919».
В 1997 году Бриенца стал игроком клуба «Фоджа». Отыграв два сезона в Примавере, Франко дебютировал в Серии B 1 февраля 1998 года, выйдя на замену на 87 минуте игры с «Реджаной». После вылета клуба в Серию C Бриенца стал регулярным игроком основного состава. 13 сентября 1998 он открыл счет своим голам на профессиональном уровне, забив два мяча в ворота «Чиско Лодижиани».

### «Палермо»
В 2000 году Франко Бриенца, вместе с напарниками по команде Аттилио Никодемо и Джузеппе Ди Маси, стал новичком в клубе «Рома». Сразу после подписания футболист был отдан в аренду в партнерский клуб «Палермо», который президент «Ромы» Франко Сенси приобрел в марте 2000 года. Дебютировав в составе нового клуба 10 сентября в игре с командой «Джулианова», Бриенца регулярно выходил на замену, а позже стал занимать место в стартовом составе. По итогам сезона 2000/01 «Палермо» получил повышение в Серию B. В июне 2002 года Франко стал полноправным игроком «Палермо», по договору совместного владения за 5.5 млн. евро, как часть сделки по Давиду Бомбардини, перешедшему в «Рому».
В июле 2002 года новым владельцем «Палермо» стал Маурицио Дзампарини. Вместе с ним в команду пришли футболисты из «Венеции», а Бриенца потерял место в составе. Сделка о совместном владении была расторгнута а августе 2002. 31 августа Франко был отдан в аренду в «Асколи», где забил 7 мячей, играя на позиции второго нападающего. В 2003 году Бриенца вернулся в «Палермо». Отыграв первые полгода, Франко отправился в аренду в «Перуджу» до конца сезона. 8 февраля 2004 года он дебютировал в Серии A, заменив на 64 минуте игры с «Миланом» Дарио Убнера.
Сезон 2004/05 «Палермо» начал в Серии A, а Франко Бриенца получил место в основном составе. Играя в атакующей связке с Лука Тони, Франко забил 10 мячей в 33 играх чемпионата и получил вызов в национальную сборную. В сезоне 2005/06 главным тренером клуба стал Луиджи Дельнери, который ограничил вариативность игры для футболиста, придерживаясь строгой схемы 4-4-2. Во второй половине сезона тренерское место занял Джузеппе Пападопуло, а Бриенца вернулся к своему стилю игры.
После возвращения в клуб Франческо Гвидолина в сезоне 2006/07 Бриенца не смог получить стабильное место в основном составе. Он сыграл 22 матча чемпионата, в основном выходя на замену во втором тайме. 20 мая 2007 года главный тренер заявил о намерении использовать Франко лишь в качестве резервного игрока. Бриенца изъявил желание покинуть «Палермо», чтобы получить больше игрового времени, однако принял решение остаться на сезон 2007/08 после беседы с новым тренером Стефано Колантуоно.

### «Реджина» и «Сиена»
17 января 2008 года Бриенца перешел в «Реджину» по договору аренды за 300 тыс. евро. 20 января в первой игре с «Кальяри» Франко отметился дебютным голом в составе новой команды. Сыграв в 20 матчах, Бриенца забил 7 мячей. 2 июля он был выкуплен «Реджиной» за 2,2 млн. евро. 28 сентября 2008 Франко получил высокую оценку публики и спортивной пресс за фейр-плей во время игры с «Палермо». В начале второго тайма, после столкновения Бернардо Корради и Федерико Бальдзаретти, Бриенца оказался один на один с вратарем в штрафной соперника, но добровольно остановил игру не дожидаясь свистка рефери. 1 мая 2010 года он забил свой 11-й гол за сезон, побив предыдущий рекорд в 10 мячей в сезоне 2004/05.
31 августа 2010 года Франко подписал трехлетний контракт с «Сиеной» из Серии B. Впервые в форме «черно-белых» Бриенца появился на поле 9 октября в матче с «Триестиной». 5 декабря в игре с «Торино» полузащитник отметился первым голом. Он помог клубу вернуться в высшую итальянскую лигу. В сезоне 2011/12, под руководством Джузеппе Саннино, Франко зарекомендовал себя как одного из важнейших игроков «Сиены». За два сезона в клубе Бриенца провел 65 матчей в Серии B и A, и забил 11 мячей.

### Возвращение в «Палермо»
6 июля 2012 года «Палермо» подтвердил, что подписал с Франко Бриенца двухлетний контракт за 1,4 млн. евро. Объявление было сделано спустя несколько часов после назначения Джузеппе Саннино на пост главного тренера. 18 августа 2012 в матче Кубка Италии против «Кремонезе» Бриенца провел 200-й матч в составе «Палермо».

### «Аталанта» и «Чезена»
31 января 2013 года, в последний день трансферного окна, Бриенца подписал контракт с «Аталантой». 10 февраля состоялась его дебютная игра с «Катанией», завершившаяся ничейным счетом 0:0. Отыграв еще пять матчей, Франко получил травму плеча и досрочно завершил сезон. Свой первый и единственный гол в составе «Аталанты» Бриенца забил 11 мая 2014 года в матче с «Миланом» на 95-й минуте, благодаря которому его команда одержала победу со счетом 2:1.
13 августа 2014 года футболист заключил контракт с клубом «Чезена». В первом матче за новую команду Бриенца отдал голевую передачу на Алехандро Родригеса, что позволило «Чезене» одержать победу над «Пармой». За сезон он провел 30 игр и забил 8 мячей, однако это не помогло команде сохранить место в Серии A.

### «Болонья» и «Бари»
В июле 2015 года Бриенца, будучи свободным агентом после истечения контракта с «Чезеной», стал игроком «Болоньи». По итогам сезона 2015/16 провел 29 игр в Серии А, забив 3 мяча. 6 июля 2016 контракт был продлен на еще один сезон.
Несмотря на продление контракта, 30 августа 2016 года Бриенца был продан в «Бари». Дебютный гол Франко забил 30 сентября на 65-й минуте гостевой игры с командой «Брешиа», лишив хозяев поля победы. Сезон 2016/17 «Бари» завершил на 12 строчке турнирной таблицы Серии B. 3 июня 2018 года «Бари» боролся за повышение в Серию А, однако проиграл в плей-офф «Читтаделле», где Бриенца был удален с поля на 117-й минуте. Летом 2018 «Бари» был лишен статуса профессионального клуба из-за финансовых проблем, однако Франко не покинул команду, а подписал контракт на один год и продолжил выступать в составе команды в Серии D. В сезоне 2018/19 Бриенца, будучи капитаном команды, сыграл 21 матч и забил 2 мяча, а «Бари» занял первое место в турнирной таблице и обеспечил себе повышение в Серию C. Франко Бриенца покинул клуб после истечения срока контракта.

### «Искья»
11 ноября 2022 года, спустя три года после ухода из футбола, Франко Бриенца присоединился к клубу «Искья» из пятой лиги Италии. Спустя два дня он провел игру с «Монтекальцио», где его команда проиграла со счетом 2:1. По итогам сезона 2022/23 «Искья» получила повышение в Серию D.

## Карьера в сборной
В 2005 году Бриенца был вызван в сборную Италии под руководством Марчелло Липпи на товарищеские матчи в рамках тура в Северной Америке. 8 июля 2005 Франко дебютировал со сборную, заменив Джорджо Кьеллини на 64-й минуте игры со сборной Сербии и Черногории на стадионе «Роджерс Центр» в Торонто. Три дня спустя, 11 июля, Бриенца вышел в стартовом составе с напарником по клубу Лука Тони на игру с Эквадором на «Джайантс Стадиум» в Нью-Джерси. Обе игры завершились со счетом 1:1.

## Личная жизнь
Франко Бриенца женат на Изабелле Форта. Имеет двух детей по имени Дэниз и Дэниэл, родившихся 10 декабря 2012 года.
24 марта 2009 года Франко Бриенца, совместно с Ароника Сальваторе и Винченцо Монтальбано Винченцо Монтальбано, был включен в список лиц подозреваемых в организации договорных матчей «Палермо». Расследование относится к событиям 2003 года, когда сам Бриенца находился в аренде в «Асколи». В сентябре 2009 дело было закрыто.